# Vladimir Jankélévitch
Vladimir Jankélévitch (ur. 31 sierpnia 1903 w Bourges, zm. 6 czerwca 1985 w Paryżu) – francuski filozof, pisarz i muzykolog.

## Życiorys
Syn rosyjskich emigrantów, którzy uciekli z Odessy przed prześladowaniami na tle antysemickim. Ojciec, Samuel Jankélévitch, był lekarzem, filozofem i tłumaczem filozofii niemieckiej na język francuski (Friedrich Wilhelm Joseph von Schelling, Sigmund Freud, Georg Wilhelm Friedrich Hegel), co miało wpływ na późniejsze zainteresowania i poglądy syna. Studiował w École normale supérieure w Paryżu, gdzie między innymi poznał Henriego Bergsona, którego uznawał później za swego mistrza. Bergson przed śmiercią nieformalnie nazwał go, obok Jeana Gittona, swym spadkobiercą. W latach 1926–1932 wykładał filozofię i muzykologię w Instytucie Francuskim w Pradze. Tematem jego pracy doktorskiej była filozofia Schellinga. Na myśl moralną i metafizyczną Jankélévicha mieli też wpływ myśliciele tacy jak Plotyn, Georg Simmel, Lew Szestow, Baltasar Gracián, Franciszek Salezy i św. Jan od Krzyża. W latach 30. kontynuował karierę naukową na uniwersytetach w Lille, Besançon i Tuluzie. W 1940 na mocy ustaw antysemickich rządu Vichy został usunięty z uniwersytetu. Działał w ruchu oporu. Po wojnie został profesorem filozofii moralnej na paryskiej Sorbonie. Podczas rewolty studentów w 1968 stanął po ich stronie.
W swych poglądach był antagonistą Jeana-Paula Sartre’a. Co prawda wiązano go z filozofią egzystencjalną, lecz nie podzielał jej pesymizmu. W tym kontekście bliska mu była francuska filozofia ducha. 
Był znany ze swoich bezkompromisowych opinii na temat odpowiedzialności za Holocaust oraz skutki II wojny światowej. Niejako w geście protestu po wojnie przestał zajmować się filozofią i muzyką niemiecką.

## Publikacje
- 1933: L’Odyssée de la conscience dans la dernière philosophie de Schelling
- 1936: Traité des vertus
- 1938: Gabriel Fauré, ses mélodies, son esthétique
- 1939: Ravel
- 1943: Du mensonge
- 1950: Debussy et le mystère de I’instant
- 1957: Le Je-ne-sais quoi et le presque-rien
- 1960: Le Pur et I’impur
- 1961: La Musique et l’Ineffable,
- 1963: L’Aventure, l’Ennui, le Sérieux
- 1966: La Mort
- 1967: Le pardon
- 1970: L 'Imprescriptible